# Canton de Plouaret
Le canton de Plouaret est une ancienne division administrative française, située dans le département des Côtes-d'Armor et la région Bretagne. À la suite du redécoupage cantonal de 2014, il a été intégré au canton de Plestin, à l'exception de deux communes, Pluzunet et Tonquédec, qui ont rejoint le canton de Bégard.

## Composition
Le canton de Plouaret regroupait les communes suivantes :
- Loguivy-Plougras ;
- Plouaret ;
- Plounérin ;
- Plounévez-Moëdec ;
- Plougras ;
- Pluzunet ;
- Tonquédec ;
- Trégrom ;
- Le Vieux-Marché.

## Démographie
| 1962   | 1968   | 1975   | 1982   | 1990  | 1999  | 2006  | 2011  | 2012  |
| ------ | ------ | ------ | ------ | ----- | ----- | ----- | ----- | ----- |
| 12 321 | 11 525 | 10 605 | 10 180 | 9 501 | 9 255 | 9 375 | 9 571 | 9 581 |

## Représentation

### Conseillers généraux de 1833 à 2015
| 1833 | 1848              | Hippolyte Yves Marie Tassel (1800-1868)                  |                   | Avocat à Lannion |  |  |  |  |
| 1848 | 1852              | Joseph Marie Alexandre Conen de Penlan (1810-1868)       |                   | Juge de paix du canton de Plouaret Maire de Trégrom |  |  |  |  |
| 1852 | 1861              | Pierre Le Guyon                                          |                   | Notaire à Plouaret |  |  |  |  |
| 1861 | 1871              | Hippolyte Allain-Cavan (1816-1880)                       |                   | Procureur Impérial, Président du Tribunal civil de Lannion |  |  |  |  |
| 1871 | 1874              | Jacques Michel Even                                      | Républicain       | Docteur-médecin à Plouaret |  |  |  |  |
| 1874 | 1892              | Comte Adolphe Jean Marie Robiou de Troguindy (1818-1905) | Droite            | Maire de Tonquédec |  |  |  |  |
| 1892 | 1893 (annulation) | Jacques Michel Even                                      | Républicain       | Docteur-médecin à Plouaret Député (1881-1885) |  |  |  |  |
| 1893 | 1898              | Comte Adolphe Jean Marie Robiou de Troguindy (1818-1905) | Droite            | Maire de Tonquédec |  |  |  |  |
| 1898 | 1909 (décès)      | Jacques Michel Even                                      | Républicain       | Docteur-médecin à Plouaret Député (1881-1885) Maire du Vieux-Marché                                                                                                   |  |  |  |  |
| 1909 | 1940              | Pierre Even (fils du précédent)                          | PRS               | Médecin Député (1910-1924 et 1928-1930) Sénateur (1930-1940) Maire du Vieux-Marché (1909-1940) puis adjoint au maire de Plouha Nommé conseiller départemental en 1943 |  |  |  |  |
|      |                   |                                                          |                   | |  |  |  |  |
| 1945 | 1951              | François Trémel (1892-1957)                              | PCF               | Cultivateur Maire du Vieux-Marché (1946-?) |  |  |  |  |
| 1951 | 1976              | Norbert Le Jeune (1915-2007)                             | PCF               | Secrétaire de mairie, résistant Maire de Plouaret (1977-1986) |  |  |  |  |
| 1976 | 1992 (décès)      | Francis Cadoudal (1933-1992)                             | PCF               | Agriculteur Maire de Plounévez-Moëdec (1971-1992) |  |  |  |  |
| 1992 | 2001              | Robert Le Hec'h (1934-2023)                              | PCF puis app. PCF | Directeur d'école retraité Maire de Plouaret (1986-2001) |  |  |  |  |
| 2001 | 2015              | Gérard Quilin                                            | DVG               | Agriculteur Maire de Plounévez-Moëdec (depuis 1995) |  |  |  |  |

### Conseillers d'arrondissement (de 1833 à 1940)
Le canton de Plouaret avait deux conseillers d'arrondissement.
| Période                                  | Période      | Identité                                           | Étiquette | Qualité |
| ---------------------------------------- | ------------ | -------------------------------------------------- | --------- | --- |
| 1833                                     | 1848         | M. Le Clech                                        |           | Propriétaire à Plouaret                                                                                     |
| 1833                                     | 1836         | Pierre-Alexandre Le Neuder                         |           | Notaire, maire de Pluzunet                                                                                  |
| 1836                                     | 1848         | Guillaume Le Luyer (1799-1865)                     |           | Notaire, propriétaire cultivateur, adjoint au maire de Plouaret                                             |
|                                          |              |                                                    |           | |
| av.1856                                  | 1865 (décès) | Yves Marie Turquet de Beauregard (1822-1865)       |           | Notaire, propriétaire, maire de Loguivy-Plougras                                                            |
| av.1856                                  |              | René François Nicolas (1815-1886)                  |           | Propriétaire cultivateur, maire de Pluzunet                                                                 |
| 1865                                     | 1868 (décès) | Joseph Marie Alexandre Conen de Penlan (1810-1868) |           | Maire de Trégrom                                                                                            |
|                                          |              |                                                    |           | |
| 1871                                     |              | Émile Le Guyon (1846-1898)                         |           | Propriétaire au Vieux-Marché                                                                                |
|                                          |              |                                                    |           | |
| av.1891                                  |              | Benjamin Guillaume Luzel (1835-1901)               |           | Agriculteur, maire de Plouaret                                                                              |
|                                          |              |                                                    |           | |
| 1895                                     | 1907         | Auguste Le Gac                                     |           | Propriétaire, agriculteur et éleveur à Pluzunet                                                             |
| 1895                                     | 1907         | François Luzel (1867-1908, fils de B.Luzel)        |           | Négociant en vins, maire de Plouaret                                                                        |
| 1907                                     | 1911         | François-Marie Le Clech                            |           | |
| 1907                                     | 1913         | Henri Le Gac                                       |           | Médecin, conseiller municipal puis maire de Plouaret                                                        |
| 1911                                     | 1919         | François-Marie Geffroy                             | Radical   | Maire de Tonquédec                                                                                          |
| 1913                                     | 1919         | Pierre Alexandre                                   | Radical   | |
| 1919                                     | 1931         | Pierre-Marie Boulanger                             | Radical   | |
| 1919                                     | 1937         | Louis Le Page                                      | Radical   | Directeur d'école retraité à Plouaret, Président du Conseil d'arrondissement                                |
| 1931                                     | 1937         | François Le Meur                                   | Radical   | Propriétaire, conseiller municipal du Vieux-Marché                                                          |
| 1937                                     | 1940         | Louis Famel                                        | SFIO      | Cultivateur, conseiller municipal de Tonquédec                                                              |
| 1937                                     | 1940         | Victor Le Mat                                      | SFIO      | Cultivateur, maire de Plougras                                                                              |
| 1940                                     |              |                                                    |           | Les conseils d'arrondissement ont été suspendus par la loi du 12 octobre 1940 et n'ont jamais été réactivés |
| Les données manquantes sont à compléter. |              |                                                    |           | |